# Nihil novi

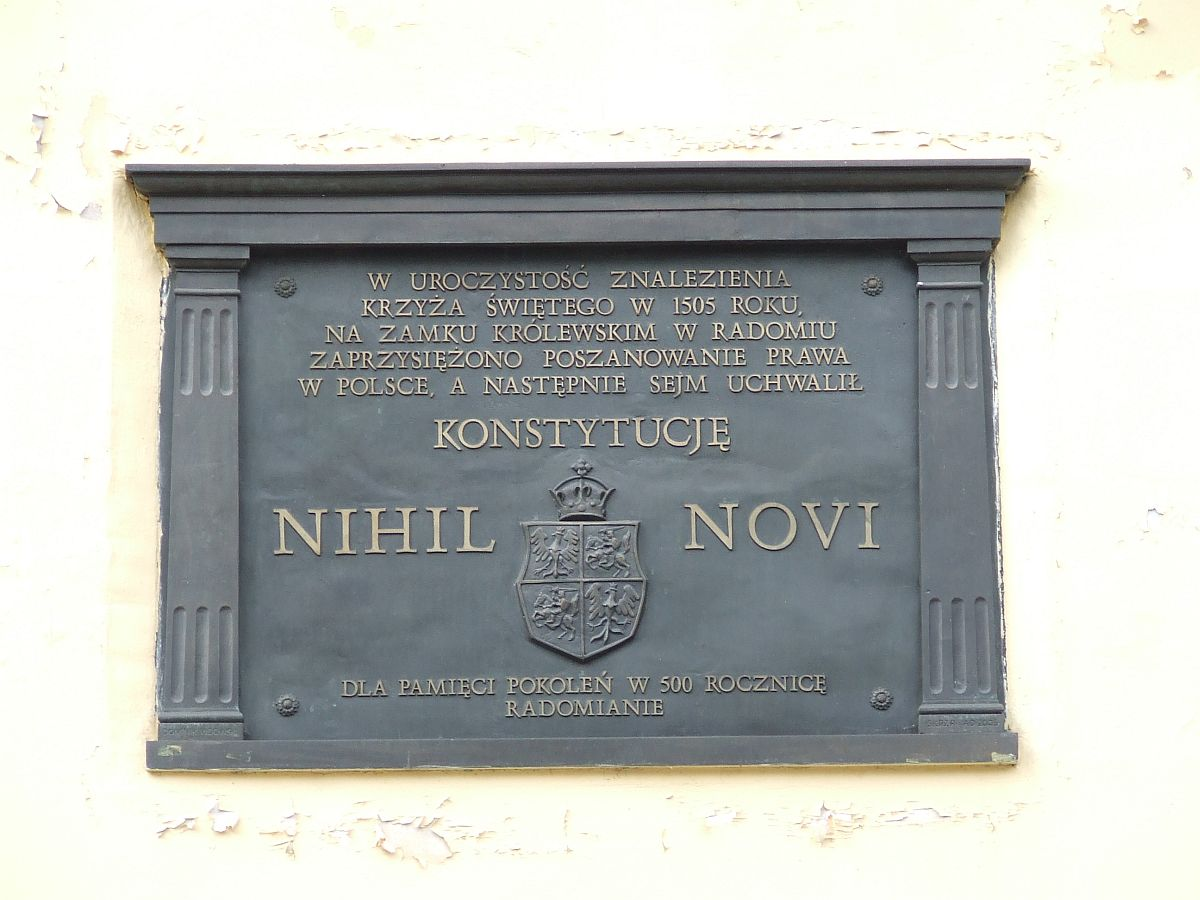
Tablica upamiętniająca uchwalenie Nihil Novi na zamku w Radomiu

Nihil novi (łac. „nic nowego”) – potoczna nazwa konstytucji sejmowej z 1505, poważnie ograniczającej kompetencje prawodawcze monarchy I Rzeczypospolitej. Pełna formuła łacińska brzmiała Nihil novi [...] sine communi Consiliorum et Nuntiorum Terresterium consensu” (nic nowego bez zgody Panów Rady i posłów ziemskich).
Konstytucja ta została uchwalona przez sejm radomski 1505 roku w kościele farnym pw. św. Jana Chrzciciela. Jej nazwę (Nihil Novi sine communi consensu, łac. „nic nowego bez zgody ogółu”) potocznie tłumaczy się jako „nic o nas bez nas”. Zakazywała ona królowi wydawania ustaw bez uzyskania zgody szlachty, reprezentowanej przez Senat i izbę poselską; król mógł wydawać samodzielne edykty tylko w sprawach miast królewskich, edukacyjnych, wyznaniowych, Żydów, lenn, chłopów w królewszczyznach i w sprawach górniczych (przykładem późniejszym było rozporządzenie z 2 października 1535 uznające Zwierciadło saskie za prawo obowiązujące w sądach miejskich i wiejskich).
Konstytucja Nihil novi unieważniała przywilej mielnicki i w znaczny sposób umacniała pozycję szlacheckiej izby poselskiej. Jej wejście w życie, obok wejścia w życie statutów nieszawskich, często uważa się za początek wprowadzenia demokracji szlacheckiej w Rzeczypospolitej.